# Dwugajówka
Dwugajówka – część miasta Kraśnika w województwie lubelskim, w powiecie kraśnickim. Leży na wschód od centrum miasta, w rejonie ulic Kolejowej. Jest to najdalej na wschód wysunięta część miasta. Znajduje się tu stacja kolejowa Kraśnika.